# Diecezja Port Victoria
Diecezja Port Victoria (łac. Dioecesis Portus Victoriae o Seychellarum; ang. Diocese of Port Victoria o Seychelles) – jedyna diecezji obrządku łacińskiego obejmująca swoim zasięgiem całe Seszele ze stolicą w Victorii. Erygowana w 1852 brewe przez Piusa IX jako prefektura apostolska Seszeli, a podniesiona 31 sierpnia 1880 do rangi wikariatu apostolskiego. Ustanowiona diecezją Port Victoria 14 lipca 1892 bullą papieską przez Leona XIII. Biskupstwo podlega bezpośrednio (do) Stolicy Apostolskiej.

## Biskupi

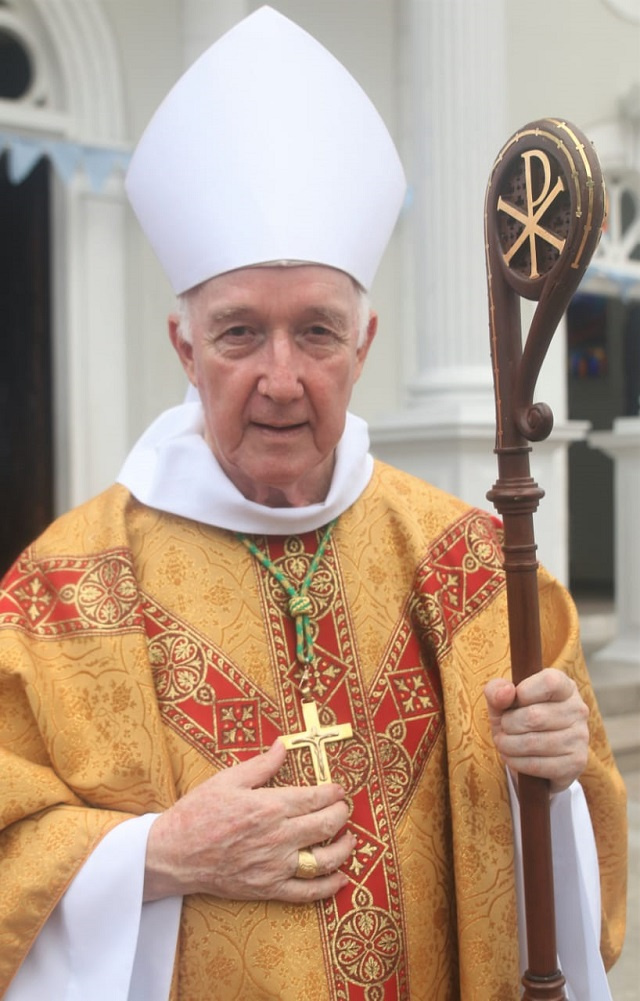
Alain Harel – biskup diecezjalny

### Biskup diecezjalny
- bp Alain Harel – ordynariusz Port Victoria od 2020

### Biskup senior
- bp Denis Wiehe CSSp – koadiutor w latach 2001–2002, biskup diecezjalny w latach 2002–2020, senior od 2020

## Główna świątynia
- Katedra Niepokalanego Poczęcia Najświętszej Maryi Panny w Victorii.